# Division 1 (Frankreich) 2005/06
Die Saison 2005/06 der Division 1, der zweithöchsten französischen Eishockeyspielklasse wurde von Étoile Noire de Strasbourg gewonnen, das dadurch in die Ligue Magnus aufstieg. Die Lions de Lyon und Castors d’Asnières stiegen in die Division 2 ab.

## Modus
In der Hauptrunde wurden die 16 Mannschaften in zwei Gruppen aufgeteilt. Die vier bestplatzierten Mannschaften jeder Hauptrundengruppe qualifizierten sich für die Finalrunde, deren Erstplatzierter direkt in die Division 1 aufstieg. Der Zweitplatzierte musste in der Relegation gegen den Vorletzten der Ligue Magnus antreten. Die vier Letztplatzierten jeder Hauptrundengruppe mussten in der Abstiegsrunde antreten. Der Letztplatzierte der Abstiegsrunde stieg direkt in die Division 2 ab, während der Vorletzte der Abstiegsrunde in der Relegation um den Klassenerhalt antreten musste. Für einen Sieg erhielt jede Mannschaft zwei Punkte, bei einem Unentschieden gab es einen Punkt und bei einer Niederlage null Punkte.

## Hauptrunde

### Gruppe Nord
|   | Mannschaft                    | Sp. | S  | U | N  | Tore    | Diff. | Punkte |
| - | ----------------------------- | --- | -- | - | -- | ------- | ----- | ------ |
| 1 | Corsaires de Dunkerque        | 14  | 11 | 1 | 2  | 67 - 39 | +28   | 23     |
| 2 | Bisons de Neuilly-sur-Marne   | 14  | 10 | 1 | 3  | 74 - 42 | +32   | 21     |
| 3 | Anges du Vésinet              | 14  | 8  | 0 | 6  | 58 - 67 | −9    | 16     |
| 4 | Coqs de Courbevoie            | 14  | 7  | 1 | 6  | 74 - 53 | +21   | 15     |
| 5 | Galaxians d’Amnéville         | 14  | 6  | 1 | 7  | 53 - 51 | +2    | 13     |
| 6 | Chiefs de Garges-lès-Gonnesse | 14  | 4  | 2 | 8  | 47 - 74 | −27   | 8      |
| 7 | Jokers de Cergy               | 14  | 3  | 1 | 10 | 52 - 77 | −25   | 7      |
| 8 | Castors d’Asnières            | 14  | 3  | 1 | 10 | 49 - 71 | −22   | 7      |

### Gruppe Süd
|   | Mannschaft                 | Sp. | S  | U | N  | Tore    | Diff. | Punkte |
| - | -------------------------- | --- | -- | - | -- | ------- | ----- | ------ |
| 1 | Étoile Noire de Strasbourg | 14  | 11 | 2 | 1  | 95 - 34 | +61   | 24     |
| 2 | Chevaliers du Lac d’Annecy | 14  | 7  | 4 | 3  | 53 - 46 | +7    | 18     |
| 3 | Vipers de Montpellier      | 14  | 6  | 5 | 3  | 66 - 56 | +10   | 17     |
| 4 | Castors d’Avignon          | 14  | 5  | 3 | 6  | 43 - 48 | −5    | 13     |
| 5 | Taureaux de Feu de Limoges | 14  | 4  | 4 | 6  | 52 - 71 | −19   | 12     |
| 6 | Lynx de Valence            | 14  | 5  | 2 | 7  | 44 - 62 | −18   | 11     |
| 7 | Lions de Lyon              | 14  | 3  | 4 | 7  | 45 - 59 | −14   | 10     |
| 8 | Jets de Viry               | 14  | 1  | 2 | 11 | 35 - 57 | −22   | 4      |

## Zweite Saisonphase

### Finalrunde
|   | Mannschaft                  | Sp. | S  | U | N | Tore    | Diff. | Punkte |
| - | --------------------------- | --- | -- | - | - | ------- | ----- | ------ |
| 1 | Étoile Noire de Strasbourg  | 14  | 12 | 0 | 2 | 99 - 32 | +67   | 24     |
| 2 | Corsaires de Dunkerque      | 14  | 9  | 1 | 4 | 75 - 49 | +26   | 19     |
| 3 | Vipers de Montpellier       | 14  | 7  | 1 | 6 | 46 - 49 | −3    | 15     |
| 4 | Bisons de Neuilly-sur-Marne | 14  | 6  | 1 | 7 | 60 - 62 | −2    | 13     |
| 5 | Anges du Vésinet            | 14  | 4  | 4 | 6 | 46 - 66 | −20   | 12     |
| 6 | Castors d’Avignon           | 14  | 5  | 1 | 8 | 44 - 67 | −23   | 11     |
| 7 | Chevaliers du Lac d’Annecy  | 14  | 4  | 2 | 8 | 38 - 68 | −30   | 10     |
| 8 | Coqs de Courbevoie          | 14  | 3  | 2 | 9 | 46 - 61 | −15   | 8      |

#### Relegation
- siehe: Ligue Magnus 2005/06#Relegation

### Abstiegsrunde
|   | Mannschaft                    | Sp. | S  | U | N  | Tore    | Diff. | Punkte |
| - | ----------------------------- | --- | -- | - | -- | ------- | ----- | ------ |
| 1 | Chiefs de Garges-lès-Gonnesse | 14  | 10 | 0 | 4  | 80 - 47 | +33   | 20     |
| 2 | Galaxians d’Amnéville         | 14  | 9  | 1 | 4  | 63 - 45 | +18   | 19     |
| 3 | Lynx de Valence               | 14  | 8  | 1 | 5  | 47 - 45 | +2    | 17     |
| 4 | Jokers de Cergy               | 14  | 6  | 2 | 6  | 45 - 57 | −12   | 14     |
| 5 | Jets de Viry-Châtillon        | 14  | 6  | 1 | 7  | 44 - 42 | +2    | 13     |
| 6 | Taureaux de Feu de Limoges    | 14  | 6  | 1 | 7  | 42 - 44 | −2    | 13     |
| 7 | Lions de Lyon                 | 14  | 5  | 2 | 7  | 48 - 49 | −1    | 12     |
| 8 | Castors d’Asnières            | 14  | 0  | 4 | 10 | 34 - 74 | −40   | 4      |

#### Relegation
- Boxers de Bordeaux – Lions de Lyon 7:5/5:3